# 雙線連鰭喉盤魚
雙線連鰭喉盤魚（學名：Lepadichthys bilineatus），為輻鰭魚綱喉盤魚目喉盤魚科的其中一種，分布於西印度洋阿曼海域，深度0至5公尺，本魚體延長，前部平扁，後部側扁，體不被鱗，覆有粘液層，頭部側線發達，身體上側線不明顯，腹鰭喉位，與周圍的皮褶特化成一吸盤，身體呈灰藍色，向腹部和後部漸變為棕橙色，在身體後四分之一處變為棕紅色，兩條藍白色線向後延伸，與眼睛略向腹側傾斜，一條在眼睛背面，一條在眼睛背面，瞳孔周圍有一圈明顯的紅色環，下方有一條淡藍色虛線，胸鰭外側三分之二呈半透明淡黃色，鰭基部三分之一呈橙褐色，胸部腹側漸變為紅色，鰭盤黃色，背鰭及臀鰭呈紅黃色，具狹窄的淡藍綠色邊緣，背鰭軟條16枚、臀鰭軟條13枚，體長可達3.7公分，屬底棲性魚類，棲息在潮間帶，生活習性不明。